# Isola Maida

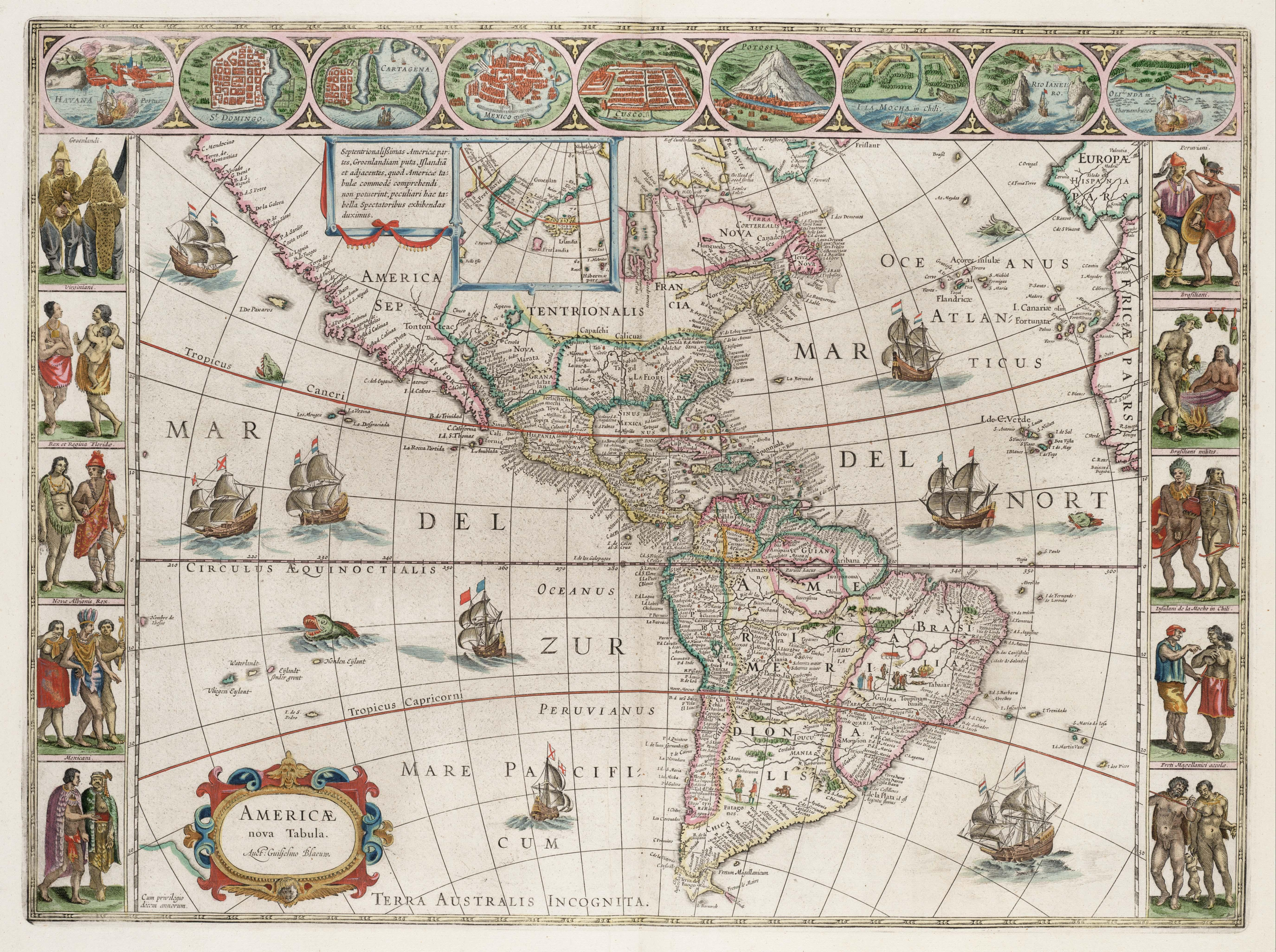
La mappa delle Americhe di Blaeu (1649) mostra «As Maydas» nell'angolo in alto a destra.

Mayda era un'isola leggendaria localizzata nell'oceano Atlantico occidentale.

## Storia
Con la sua tipica forma a mezzaluna, Mayda appare per la prima volta sulla mappa di Pizzigani del 1367 con la dicitura «Brazir». Questo potrebbe far pensare che si tratti di Hy Brasil se non fosse per il fatto che in una delle sue apparizioni, a ovest dell'Irlanda, l'isola è segnalata con la scritta «Pericolosa». Questo sembra suggerire che l'isola diventata poi nota come Mayda fosse frutto di una confusione, un duplicato che aveva assunto una vita tutta sua. Sulla mappa di Pizzigani «Brazir» mette in guardia i marinai con la raffigurazione di tre navi bretoni attaccate da mostri marini; una di esse viene trascinata negli abissi da una gigantesca piovra mentre un drago si leva in volo con un uomo tra le fauci. Nella sua apparizione successiva, sull'Atlante catalano del 1375, Brazir diventa «Mam». Le ragioni del cambio di nome non sono chiare. Alcuni hanno suggerito che fosse stata avvistata da marinai irlandesi che l'avevano chiamata così dall'Isola di Man, ma non c'è alcuna prova a sostegno di questa teoria.
Appena l'inchiostro della sua nuova incarnazione si asciugò, l'isola continuò la propria trasformazione. Nella mappa Pinelli del 1384 è raffigurata con il nome «I. Onzele», e nel 1448 Andrea Bianco la chiama «Bentusla». L'isola appare anche, ma senza nome, su altre mappe dell'epoca, dove va alla deriva nell'Atlantico del Nord in coppia con Hy Brasil. Nel 1513 Martin Waldseemüller la include nella sua descrizione della Geografia di Tolomeo, sostituendo la mezza luna con un rozzo cerchio e togliendo la parte a nord-ovest. L'instancabile cartografo tedesco la battezza «Asmaidas», la prima radice riconoscibile del suo nome successivo. Nel 1520 «Asmaidas» viene quindi abbreviato in «Mayd» da un anonimo portoghese, e la mappa Prunes del 1553 la denomina definitivamente «Mayda».

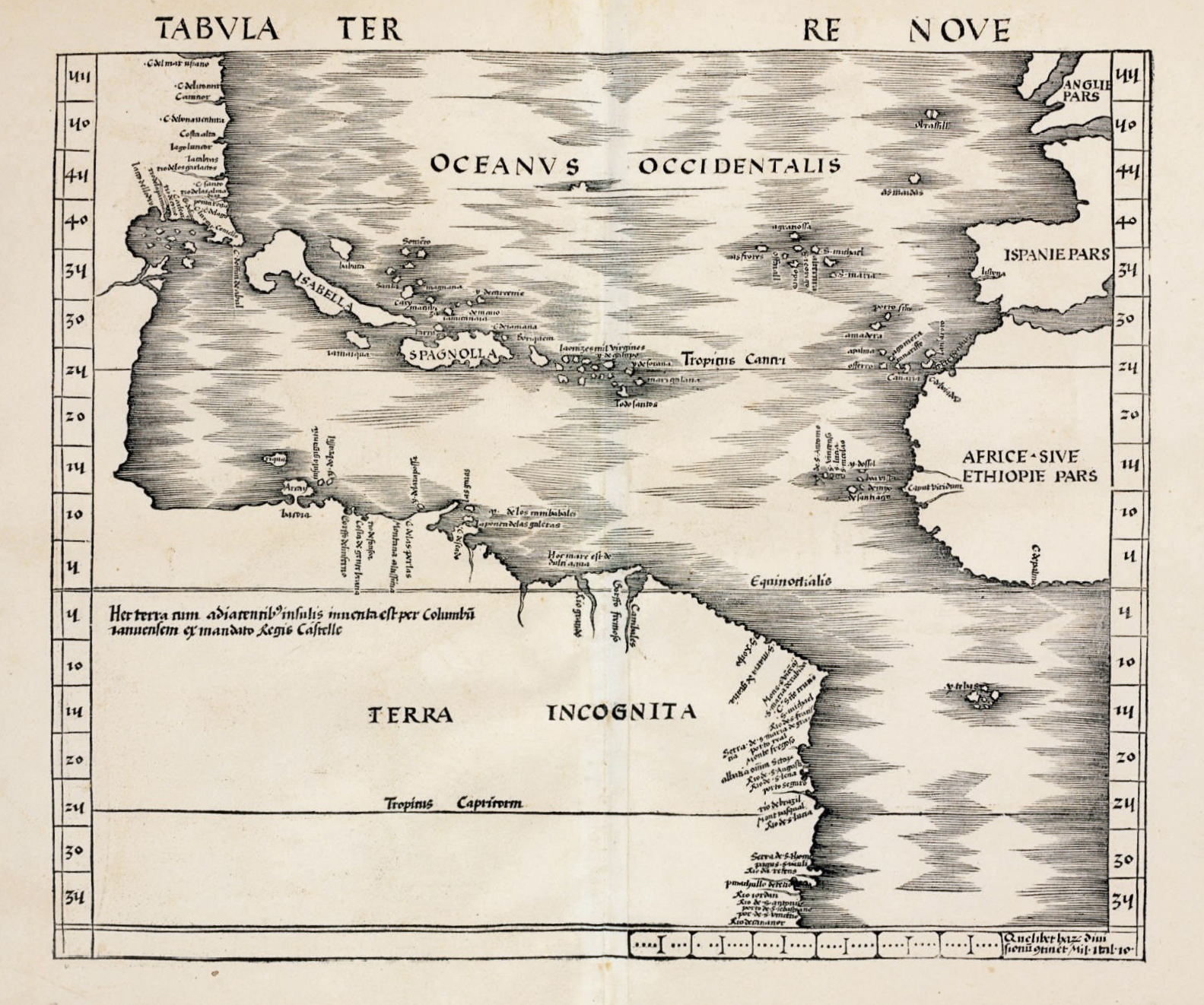
La rivoluzionaria mappa di Martin Waldseemüller Tabula Terre Nove (1513) è una delle prime a focalizzarsi sul Nuovo Mondo. Comunemente nota come Mappa dell'Ammiraglio, era inclusa nell'edizione di Johann Schott della Geografia di Tolomeo, pubblicata a Strasburgo nel 1513. Mayda è l'isola denominata «Asmaidas» nell'angolo in alto a destra.

Ma nonostante si fosse raggiunto un consenso generale sul nome, la sua posizione era ancora oggetto di dispute; alcuni cominciarono persino a rimorchiare Mayda attraverso l'Atlantico fino alla costa nordamericana. La mappa Nicolay del 1560 la colloca parallelamente alla Terranova settentrionale, attribuendole il bizzarro nome di «I. man orbolunda», che potrebbe essere collegato alla sua originaria forma a mezzaluna.
Mercatore e Ortelius, i due cartografi più rispettati del XVI secolo, ignorano Mayda, il che suggerirebbe che all'epoca c'erano poche prove della sua esistenza, ma disegnano un'isola dalla forma curva in una posizione simile, a ovest della Bretagna, e la chiamano «Vlaenderen», che è riconducibile a Fiandre. Il nome fu ignorato dai cartografi successivi, che per altri trecento anni continuarono a usare «Mayda», includendola in quasi tutte le mappe dell'oceano Atlantico.
L'isola era presente da secoli sulle mappe, eppure nessuno poteva testimoniare di averci messo piede. Perché allora la sua presenza era segnalata da quasi tutti i più grandi e diligenti cartografi? La risposta potrebbe essere che l'isola non era un fantasma come abbiamo supposto poiché nel 1948 accadde un fatto singolare: l'American Scientist, in viaggio da New Orleans a Londra, si ritrovò a 46°23'N, 37°20'W, a sud della Groenlandia e - soprattutto - a ovest della Bretagna meridionale. Per qualche ignota ragione, il capitano della fregata decise di misurare la profondità del mare, forse perché aveva notato una variazione del colore dell'acqua. Secondo le carte, in quell'area il mare doveva essere profondo 4390 metri, ma il sonar dell'American Scientist rilevò una profondità di soli 36,5 metri. L'equipaggio effettuò un'altra misurazione e confermò che sotto la nave, in mezzo all'Atlantico, c'era una terra sommersa di 45 chilometri di diametro. Una seconda nave, la Southland, corroborò la scoperta, osservando che all'estremità settentrionale della terra sommersa c'era una baia. Sembra quindi possibile che secoli fa una violenta trasformazione geologica abbia fatto sprofondare Mayda nell'oceano: soltanto qualche pennellata d'inchiostro sulle vecchie mappe ci indica che lì un tempo c'era un'isola.
Nel 2008 un'insula di Titano, Mayda Insula, è stata dedicata a questa leggendaria isola.